# 飛魚三
飛魚座β，又名CP-65 933，HD 71878、SAO 250228、HR 3347，是飛魚座的一颗恒星，视星等为3.77，位于銀經280.26，銀緯-15.84，其B1900.0坐标为赤經8h 24m 39s，赤緯-65° -15.84′ 10″。